# Erfahrene Hasen des Geschwaders
Erfahrene Hasen des Geschwaders (Originaltitel: В бой идут одни «старики», übersetzt „In den Kampf ziehen nur die ‚Alten‘“) ist ein sowjetischer Kriegsfilm aus dem Jahr 1973.

## Handlung
Die Handlung des Films beginnt im Spätsommer 1943 während der Schlacht am Dnepr.
Die 2. Staffel eines Garde-Jagdfliegerregiments kehrt aus dem Einsatz zurück, wobei der Kommandeur der Staffel, Garde-Hauptmann Titarenko, vermisst wird. Er kehrt jedoch mit einem Beute-Flugzeug zu seiner Einheit zurück.
Am darauffolgenden Tag erscheinen die neuen Rekruten beim Regiment. Mehrere von ihnen bitten um Aufnahme in die 2. Staffel, die als „Singende Staffel“ bekannt ist, weil sie in der kampffreien Zeit als Amateurorchester fungiert. Unterleutnant Schtschedronow singt, nachdem er nach seinen musikalischen Fähigkeiten gefragt wurde, das Lied Smugljanka, was ihm entsprechenden Spitznamen einbringt.
Obwohl die neuen Rekruten in die Staffel aufgenommen werden, nehmen sie zunächst nicht an Einsätzen teil, da der Kommandeur des Regiments festgelegt hat: „In den Kampf ziehen nur die ‚Alten"‘“.
Während dieses Fluges verlässt der Flügelmann des Geschwaderkommandeurs, Oberleutnant Skworzow, unerlaubt das Gefecht. Im anschließenden ernsten Gespräch stellt sich heraus, dass er in einem früheren Luftkampf selbigem nur knapp mit dem Leben entkam und bittet um Suspendierung und Versetzung in ein Strafbataillon, was ihm aber nicht gewährt wird.
Nachdem schließlich auch die neuen Rekruten im Flugdienst eingesetzt werden, legt Leutnant Aleksandrow eine Bruchlandung mit seinem Flugzeug hin. Da er das anschließende Gespräch mit dem Geschwaderkommandeur nicht ernst nimmt und weiter fröhlich Grashüpfer fängt, erhält auch er entsprechenden Spitznamen.
In Abwesenheit Titarenkos, der sich auf einem Aufklärungsflug befindet, notlandet auf dem Flugplatz des Geschwaders eine Polikarpow Po-2, die von den beiden Pilotinnen Soja und Mascha geflogen wird. Unterleutnant Sagdullajew, der sich umgehend in Mascha verliebt, erntet den Spitznamen „Romeo“.
Titarenko, der abgeschossen wurde und sich zu seiner Einheit durchgeschlagen hat, erfährt bei seiner Rückkehr, dass Unterleutnant Schtschedronow während eines Übungsfluges abgeschossen wurde.
Zugleich gesteht auch Romeo Mascha seine Liebe.
Während eines Luftangriffes deutscher Flieger auf den Flugplatz stiehlt „Grashüpfer“, der immer noch vom Fliegen suspendiert ist, das Flugzeug des Kommandeurs und schießt einen feindlichen Flieger ab, was den Flugplatz rettet. So kann er sich schließlich beweisen.
Nach einem Zeitsprung und einem Kamikaze-Flug von Oberleutnant Skworzow sind alle Flieger avanciert: Titarenko ist nun Regimentskommandeur, Romeo sein neuer Flügelmann und Grashüpfer ist Kommodore der 2. Staffel. 15 Minuten vor einem Abflug bittet Romeo den Regimentskommandeur Titarenko um die Erlaubnis zum Heiraten, welche dieser umgehend erteilt. Während des Fluges wird Romeo jedoch getroffen und erliegt nach der Landung seinen Wunden. Als die Flieger Mascha die traurige Nachricht überbringen wollen, finden sie auch nur noch deren Grab vor. Sie versprechen an ihrem Grab, nach dem Sieg des Lied Smugljanka „vom Anfang bis zum Ende“ zu singen.

## Besetzung und Vorbilder
- Held der Sowjetunion Major Titarenko – Leonid Bykow
- Divisionskommandeur Held der Sowjetunion Oberst Wassili Wassiljewitsch – Juri Dmitrijewitsch Sarantsew
- Unterleutnant Viktor Schtschedronow „Smuljanka“ – Sergej Alexandrowitsch Podgorny
- Leutnant Aleksandrow „Grashüpfer“ – Sergej Petrowitsch Iwanow
- Unterleutnant Sagdullajew „Romeo“ – Rustam Abdullajewitsch Sagdullaew
- Mascha – Jewgenija Pawlowna Simonowa
- Soja – Olga Nikolajewna Mateschko
- Mechaniker Makaritsch – Alexei Makarowitsch Smirnow

Die Rollen orientieren sich teils stark an realen Vorbildern.

## Gedenken und Nachwirkung

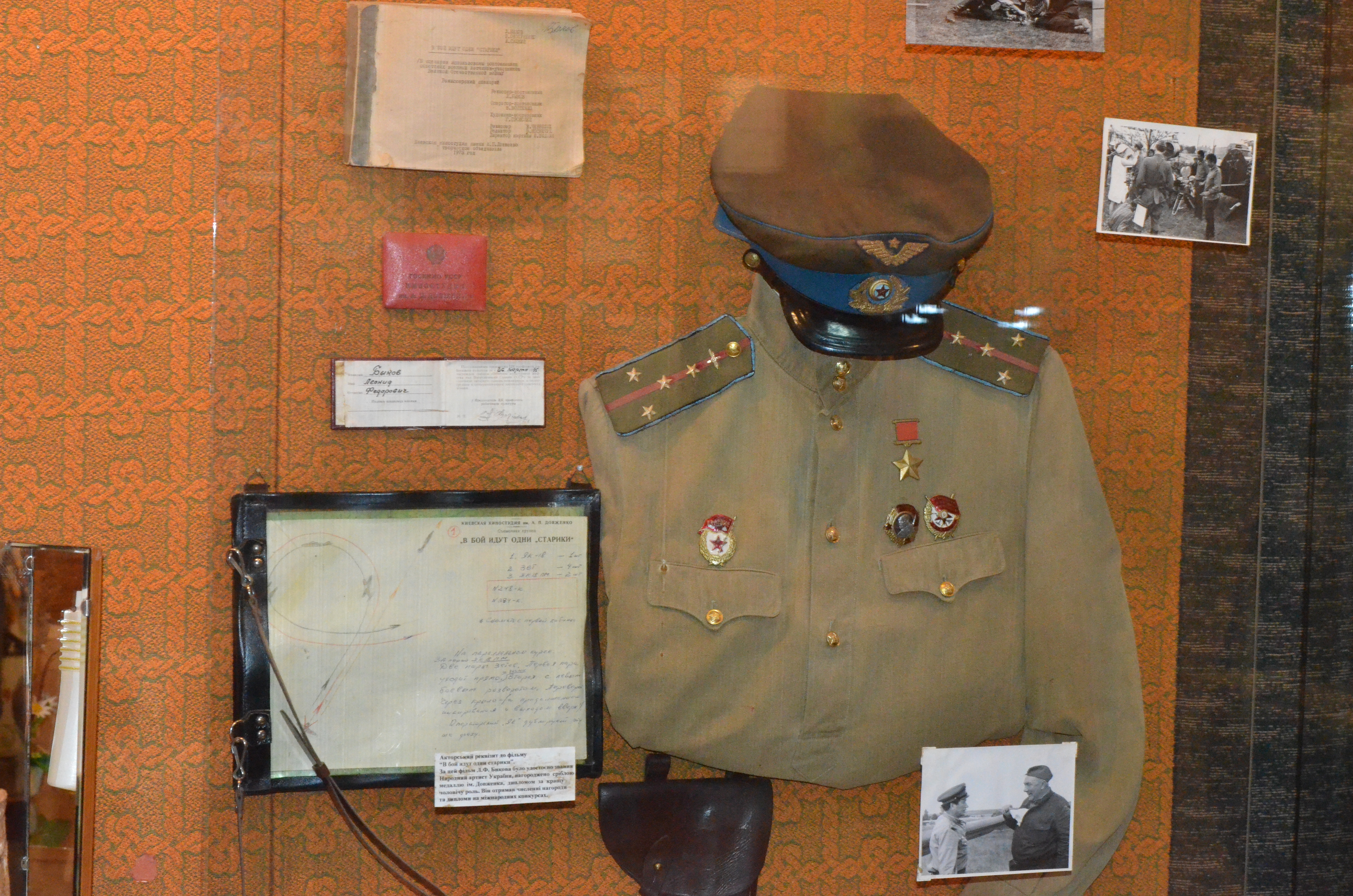
Requisiten in Kramatorsk

Der Film hat Einzug in die postsowjetische Populärkultur gehalten, einige der Aussprüche des Films sind auch heute noch bekannt.
Die Rolle des Titarenko inspirierte das Denkmal der Militärpiloten.
In den 2000er Jahren gaben die Schauspieler Konzerte anlässlich des Tags des Sieges, u. a. in Moskau, Anapa, Taschkent, Kiew, Melitopol und Kriwoi Rog.
In Charkiw, auf dem Flugplatz Lewzowo und am Filmstudio Lenfilm wird an den Mechaniker Makaritsch erinnert.
Auf dem Grabstein von Witali Iwanowitsch Popkow, Generalleutnant der Flieger und zweifacher Held der Sowjetunion, der während des Deutsch-Sowjetischen Krieges das reale Vorbild des „singenden Geschwaders“ kommandierte und dessen Person auch in die Person von Major Titarenko einfloss, steht der vom Film geprägte Satz «Будем жить» („Wir werden leben“).
Teile der Requisiten werden im Stadtmuseum von Kramatorsk ausgestellt.
2021 wirkte Rustam Abdullajewitsch Sagdullaew an der Aufnahme des Liedes „Smuglianka“ für das Projekt #10Siegeslieder mit.